# 沙牟奢允之戰
沙牟奢允之戰（日语： Shakushain no tatakai、 或 ），是发生于日本江户时代1669年－1672年间日本北海道虾夷地区土著民族阿伊努人针对和人反对德川幕府松前藩的民族间战争。
最初是静内川、新日高町与门别町地方两个敌对阿伊努氏族之间的争斗，后来变成反对和人的运动。该运动后被松前藩凭借火绳枪的武器优势于1672年镇压。
这次是阿伊努人三次反和族动乱中第二次。其它两次分别是1457年的“胡奢麻尹之战”以及1789年的“国後目梨之戰”。因为学界目前仍对古代虾夷人与阿伊努人是否是同一民族存在争议，故史学界通常不将日本平安时代的阿弖流为抗争运动归入“阿伊努人反和运动”中去。

## 起因

### 松前藩对虾夷地区的剥削

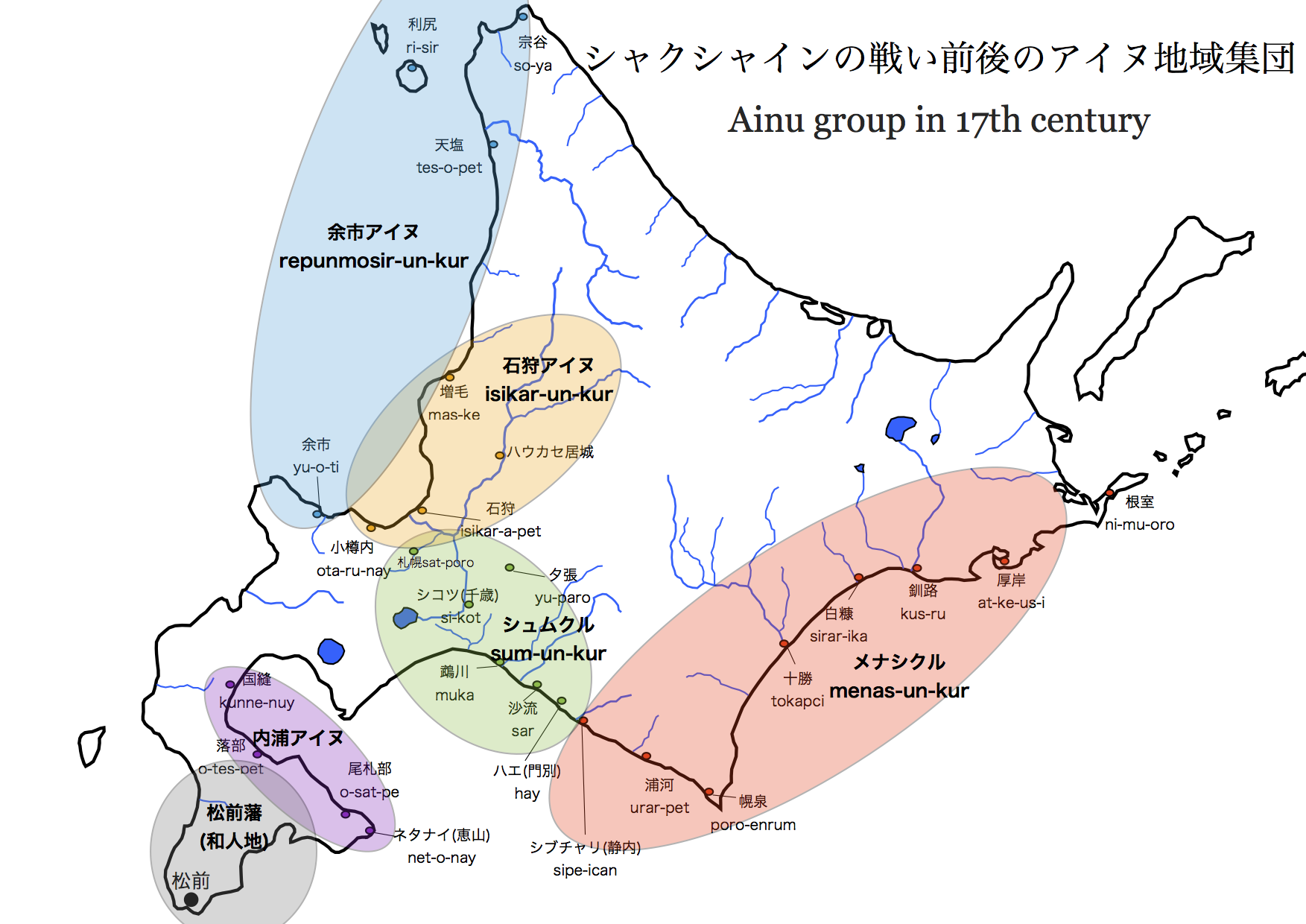
17世纪晚期阿伊努族群的分布

随着江户时代日本水运业、海运业的整备与发展，鲑鱼、海带等日本北海道虾夷地区特产逐渐成为了享誉日本全国的商品，为了增加对该地区商品的生产贸易的控制，1604年1月，德川家康授予当地松前氏“黑印状”，并在北海道南端渡岛国津轻郡设松前藩，封松前庆广为初代松前藩藩主，藉此以垄断与阿伊努族人的贸易。松前藩对阿伊努人进行了大量的剥削与压榨，以及武断杀害反抗者的暴行，因此，阿伊努人对和人与松前藩的仇视情绪加重。

### 阿伊努人的内部纷争
1640年代，北海道虾夷地日高地区的阿伊奴人内部争端加剧。由西虾夷地（今北海道门别町）远仁比之（日文片假：オニビシ，罗马字：Onibishi）领导的波惠部落（日文片假：ハエ，罗马字：Hae）因为河川的渔猎权问题，与东虾夷地（今北海道静内町）部落头领 Kamokutain（日文片假：カモクタイン）、副头领沙牟奢允（阿伊努语：Saksaynu 或 Samkusaynu，日文片假：シャクシャイン，日本罗马字：Shakushain）领导的 Shipuchari（日文片假：シプチャリ）部落产生了冲突。1648年（庆安1年），两部落间发生了沙牟奢允杀死远仁比之部下的事件，松前藩介入调停。5年后的1653年（承应2年），波惠部落的人杀死了东虾夷地首领 Kamokutain。东西两部落间的小冲突依然不断，松前藩虽然介入调停，但是局势却逐渐恶化，1668年（宽文8年）4月，波惠部落头领远仁比之在争斗中被杀害，为此西虾夷地波惠部落向松前藩派出使者请求粮食和武器上的援助，结果被松前藩拒绝，派去的多名使者也莫名横死，很快，阿伊奴人之间就开始流传松前藩下毒杀害使者的说法。由此，阿伊奴人开始怀疑和人，这使得波惠部落转而仇视松前藩。相库相郢乘机向各地的阿伊奴人散布松前藩将要杀光阿伊奴人的消息，激起了各地阿伊奴人反和人、反松前藩的浪潮。

## 发生
1669年（宽文9年），阿伊努人部落头领沙牟奢允联手其他阿伊努人部落蜂起（举兵起义），开始攻击和人船只，并试图攻陷松前藩所统治地区，除了石狩地区的部落之外，之前虾夷地区东西部落间并不团结的阿伊努人各部落随即纷纷响应。其间，约19条和人船只遭到攻击，273名和人被杀害，而《津轻一统志》上记载的死亡人数为390余人。

## 过程
战事初期，阿伊努人占据上风，但随着战争的进行，阿伊奴人一方的势力被和人的军队分隔切断。其间，松前藩向德川幕府求援。幕府意识到这场动乱已成为岛原之乱以后最大的叛乱活动，并重新认识到了地方少数民族对中央统治的威胁，从而决定派兵彻底解决虾夷地区问题。德川幕府命松前泰广率领津轻、南部、秋田三藩藩兵参战，并要求陆奥、出羽诸藩整装备战。松前藩在得到幕府的有力支持后，尤其是大量的火绳枪以及弹药后，开始挽回颓势，向阿伊努人阵营提出了和谈要求，阿伊努人与和人达成和解，然而1669年10月23日，沙牟奢允及部下在新冠町举行的庆祝和议的筵席上被松前藩杀害，沙牟奢允的军队在失去了首领之后不久即土崩瓦解，其蜂起运动最终于1672年彻底终结。。

## 后续
在战乱平息后，阿伊努人开始了长期被幕府压迫的生活，德川幕府与松前藩担心阿伊努人伺机报复，亦担心阿伊努人通过北方的库页岛进出东亚大陆拉拢中国或其他势力反抗，于是严格限制了阿伊努人的行动自由，禁止了阿伊努人持有武器的自由，并将阿伊努人的活动范围束缚在了北海道虾夷地区，以利于对其进行持续的控制与同化。此后，阿伊努人陷入了半奴隶的境况。

## 附录：日本国史略中的记载
“夏六月，蝦夷作亂，松前泰廣討夷之。泰廣，松前侯支族也。初東蝦夷有釋仙者，勇力絕倫，抄掠諸島，眾夷畏服。礦夫莊太夫娶其女，與俱謀并松前。夷人鬼菱者，歸心松前，屢與釋仙戰，而未遑報之松前也。一日，間行至礦夫文四郎家，地距釋仙居，僅三里。釋仙偵而知之，遣眾攻之。鬼菱單身潰圍出，遂為所殺。既而松前吏與商人乘船至東蝦夷，釋仙部下殺之，奪其財，數人僅遁還。松前矦始知有變，馳使江戶請討之。家綱使麾下士松前泰廣往援之。松前將蠣崎作左，進入夷地。釋仙聞之，遣兵二千逆拒。松前又遣佐藤權左、松前儀左、仁井田瀨兵等繼進。泰廣亦來會，與夷夾水挑戰。我兵發銃斃夷百餘人。夷多發毒矢，我兵甲堅不傷。夷遂敗走，我兵濟水追擊。夷據山，我兵吹螺進薄之，夷下山泅水遯逃。擒其十六人，權左命解縛為導。夷又阻大川而陣。權左使譯官，誘諭之。譯官祖裼登高呼曰：「大將從江戶來矣。汝等擒戮在近，盍及今降？即降，吾必為汝乞命。汝猶欲相抗乎？試射吾胸！」拊胸示之。夷大驚，解甲投刀，以船二十艘來降。泰廣直乘夷船，擊餘黨，斬釋仙一將而還。諸人繼進。釋仙懼，以六十餘人來降。權左延見之曰：「汝罪不容死，宜獻方物一千箇以贖之。」釋仙乃取雜貨一千獻之。權左收八百品，卻其餘曰：「是不足取。」乃留釋仙及魁首二十餘人、婦二人於礦夫家，以酒數斗賜之，使人密報之後軍。夜，後軍咸至圍之‧夷驚逃。我兵追擊，悉斬之。釋仙獨端坐受刃死。我兵燒殺莊太夫，夷地悉平。”

## 外部連結
- http://www.ainu-museum.or.jp/ （页面存档备份，存于）
- https://web.archive.org/web/20111113120612/http://www.e-matsumae.com/
- http://miko.org/~uraki/kuon/furu/text/siryaku/siryakutop.htm （页面存档备份，存于）